# مايتي كولبيرغ
مايتي كولبيرغ (من مواليد 5 ديسمبر 1999) هو عداء ألماني للمسافات المتوسطة متخصص في سباق 800 متر، بطلة ألمانيا في سباق 800 متر تحت 23 عامًا في عام 2021. وقد احتلت المركز الثاني عندما صعدت إلى بطولة ألمانيا الكبرى في العام التالي، حيث حلت خلف شريكتها في التدريب كريستينا هيرينغ. كما احتل المركز الثاني في ألعاب القوى الداخلية في ذلك العام. تنافست في بطولة العالم لألعاب القوى 2022 التي أقيمت في يوجين، أوريغون، وتأهلت من التصفيات لتصل إلى الدور نصف النهائي في سباق 800 متر سيدات. في بطولة أوروبا للصالات الداخلية 2023 في اسطنبول، حققت أفضل رقم شخصي جديد في سباق 800 متر، واحتل المركز الثامن في النهائي بزمن قدره 2:01.49. في مايو 2024 تم اختيارها للمشاركة في بطولة أوروبا لألعاب القوى 2024 في روما. سجلت أفضل رقم شخصي جديد قدره 1: 58.74 للتأهل لنهائي سباق 800 متر. وركضت إلى المركز الخامس في النهائي بزمن قدره 1:59.89.